# Geralda Sarraf
Geralda Sarraf (nascida em Piancó, Paraíba) é uma empreendedora social brasileira e fundadora da organização internacional sem fins lucrativos Love Together Brasil, criada em 2013 nos Estados Unidos e ativa no Brasil desde 2014.

## Biografia
Filha de Francisco das Chagas e Hozana Maria, Geralda é uma das onze crianças de uma família rural. Casou-se com o empresário John Sarraf e é mãe de quatro filhos: Guilherme, Francisco, Sophia e Isabella. Ainda jovem, fez uma promessa a Deus de retornar ao sertão para contribuir com a transformação de sua comunidade por meio da educação e do desenvolvimento social.

## Atuação social
Em 2013, fundou em Nova Iorque a Love Together Brasil, uma ONG voltada à promoção da dignidade humana por meio de projetos voltados à água potável, saúde preventiva, educação, cultura e esporte. Sob sua liderança, mais de 500 000 pessoas foram beneficiadas por meio de ações humanitárias.

## Reconhecimentos
- «ONG recebe homenagem em sessão solene da Assembleia da Paraíba». G1 Paraíba. 20 de março de 2024. Consultado em 11 de julho de 2025 — entrega da Medalha Epitácio Pessoa pela Assembleia Legislativa da Paraíba.
- «Geralda Sarraf da Love Together Brasil recebe prêmio Martin Luther King Jr.». Veja Gente. 20 de março de 2025. Consultado em 11 de julho de 2025 — Prêmio Martin Luther King Jr. pela Jethro Civil Diplomat.
- Utilidade Pública Estadual – Lei nº 2.665/2024, concedida ao Love Together Brasil pela Paraíba.[2]

## Mídia
Geralda Sarraf teve sua trajetória destacada em veículos como *Folha de S.Paulo*, *G1 Paraíba* e *Veja Gente*, com foco em sua experiência e inclusão de água potável como prioridade social.

## Biografia
Nascida em Piancó, no sertão da Paraíba, Geralda é filha de Francisco das Chagas e Hozana Maria e tem dez irmãos. Casou-se com o empresário John Sarraf; o casal tem quatro filhos: Guilherme, Francisco, Sophia e Isabella.
Ainda jovem, fez uma promessa a Deus de que retornaria à sua região de origem para transformar vidas e quebrar o ciclo de pobreza por meio da educação e de projetos sociais. O compromisso resultou na criação da Love Together Brasil, que atua em acesso à água potável, saúde preventiva, educação, cultura e esporte.

## Impacto
Desde a fundação da LTB, mais de 500 mil pessoas foram beneficiadas por programas de perfuração de poços artesianos, mutirões de saúde e ações educacionais no semiárido nordestino e em outras regiões do Brasil.

## Reconhecimentos
- Prêmio Martin Luther King Jr. – concedido em 2025 pela organização Jethro Civil Diplomat, em Nova Iorque, pelo trabalho humanitário da LTB.[2]
- Medalha Epitácio Pessoa – maior honraria da Assembleia Legislativa da Paraíba, recebida em 2024.
- Utilidade Pública Estadual – Lei nº 2.665/2024, que reconhece a LTB como entidade de utilidade pública na Paraíba.